# Johnny Servoz-Gavin
George-Francis ”Johnny” Servoz-Gavin, född 18 januari 1942 i Grenoble, död 28 maj 2006 på samma plats, var en fransk racerförare.

## Racingkarriär
Servoz-Gavin, som tävlade i formel 3 för Brabham, uppmärksammades av det franska formel 1-stallet Matra men hans utsvävande privatliv förstörde nästan hans karriär direkt. Han debuterade dock i formel 1  i Monaco 1967 där han kvalade in som elva men tvingades sedan bryta. 
Säsongen 1968 fick Servoz-Gavin sin stora chans då han fick vikariera för Jackie Stewart i Tyrrells Matra-Ford efter att denne skadat sig under en träningskörning.  Servoz-Gavin återkom i Monaco 1968 där han kvalade in som tvåa och ledde under de tre första varven innan han körde på ett farthinder och förstörde en drivaxel. Han kom i mål för första gången i F1 och tog en pallplats i Italien 1968, där han kom tvåa.
Säsongen 1969 körde han tre lopp med Matras fyrhjulsdrivna MS84 och kom med den sexa i Kanada. Samma år blev Servoz-Gavin även Europamästare i formel 2 för Matra.
Säsongen 1970 återkom Jackie Stewart och Servoz-Gavin blev stallets andreförare men han lade av efter att ha misslyckats kvalificera sig till Monacos Grand Prix.

## F1-karriär
| Säsong | Stall/Tillverkare               | Poäng | Placering |
| ------ | ------------------------------- | ----- | --------- |
| 1967   | Matra-Ford                      | 0     | –         |
| 1968   | Cooper-BRM Tyrrell (Matra-Ford) | 6     | 14        |
| 1969   | Tyrrell (Matra-Ford)            | 1     | 17        |
| 1970   | Tyrrell (March-Ford)            | 2     | 21        |